# Stefan Holewiński

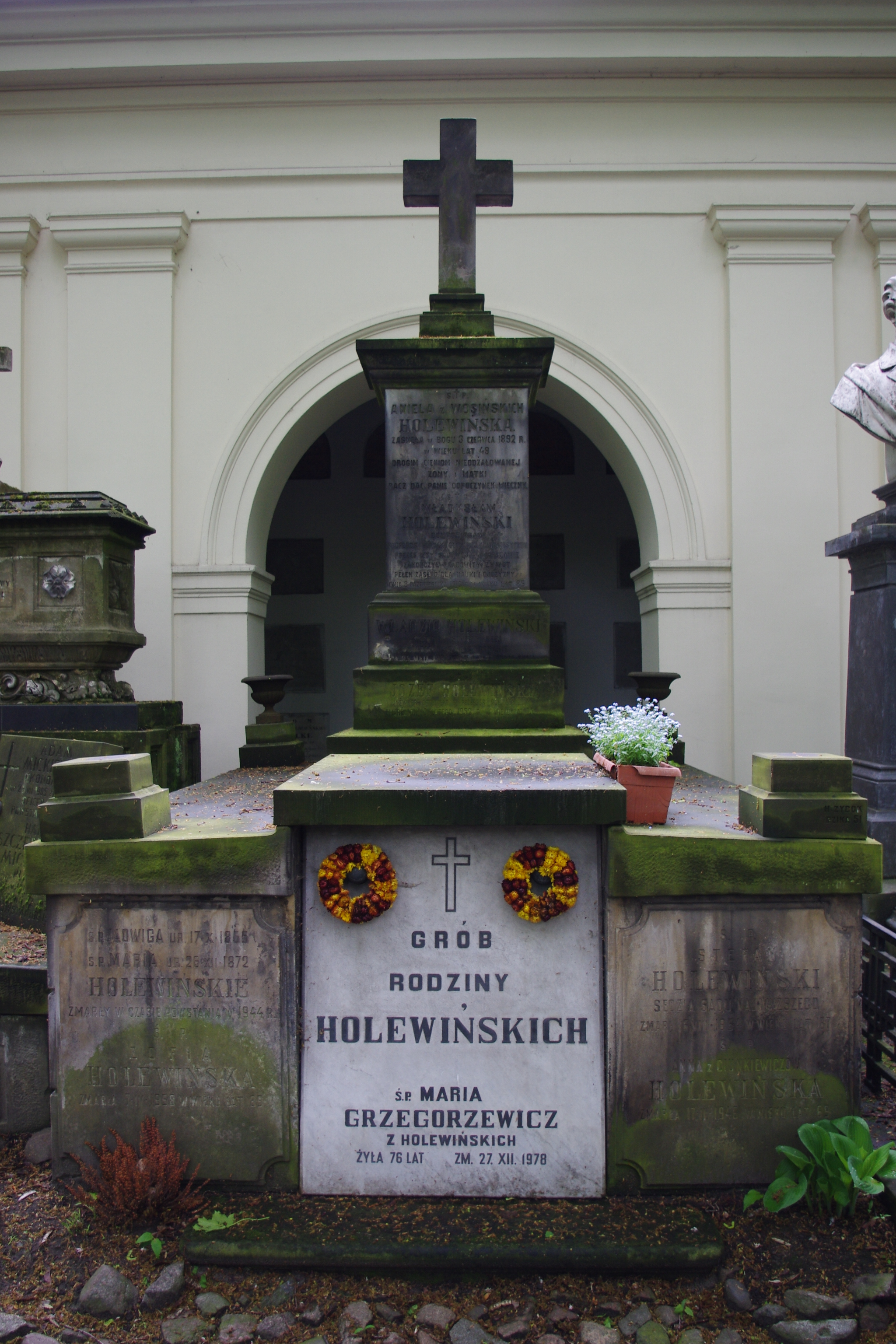
Grób Stefana Holewińskiego na cmentarzu Powązkowskim

Stefan Holewiński (ur. 1867 w Warszawie, zm. 16 sierpnia 1954) – polski prawnik, sędzia.

## Życiorys
Syn Władysława (1834-1919) i Anieli z domu Wosińskiej (zm. 1892).
Ukończył studia w zakresie prawa. Po odzyskaniu przez Polskę niepodległości został sędzią Sądu Najwyższego.
31 grudnia 1923 został odznaczony Krzyżem Komandorskim Orderu Odrodzenia Polski.
Do 1939 zamieszkiwał przy ulicy Marszałkowskiej 77 w Warszawie.
Zmarł 16 sierpnia 1954 i został pochowany w grobowcu rodzinnym na cmentarzu Powązkowskim w Warszawie (kwatera pod katakumbami, rząd 1, miejsce 18, 19).
Jego córką była Aniela (1905-1976), żona Stanisława Jaśkowskiego.

## Publikacje
- O kupnie gruntów, o oddawaniu gruntów w zastaw i o dzierżawie. Do użytku włościan (1898)
- O drogach wiejskich (1899)
- O pełnomocnikach gminnych (1901)
- W setną rocznicę prawa małżeńskiego (1936)
- Nowy projekt małżeńskiego prawa majątkowego. Uwagi do projektu Podkomisji Kom. Kod. z 1937 r. (1938, współautorzy: Ignacy Baliński, Kazimierz Rakowiecki)
- Nowy projekt prawa o stosunkach z pokrewieństwa i o opiece. Uwagi o ogłoszonym przez Komisję Kodyfikacyjną w r. 1938 projekcie Podkomisji (1939, współautorzy: Ignacy Baliński, Kazimierz Rakowiecki)
- Stefana Holewińskiego wspomnienia (1998, pośmiertnie)